# Nati nel 1960/Maggio
| Questa pagina contiene informazioni ricavate automaticamente dalle voci biografiche con l'ausilio del template Bio e di un bot. L'aggiornamento è periodico e automatico e ricostruisce completamente la pagina. Se manca una persona in questa lista, sei pregato di non aggiungerla, ma accertati piuttosto che la sua voce biografica contenga il template Bio e che i dati anagrafici siano correttamente compilati. Se il template Bio manca, inseriscilo tu stesso o, in alternativa, metti l'avviso {{tmp\|Bio}} che ne segnala la mancanza. Se i dati riportati sono sbagliati, correggi direttamente la voce biografica; le modifiche saranno visibili in questa lista entro pochi giorni. Per chiarimenti vedi il progetto biografie. La lista contiene solo le 288 persone che sono citate nell'enciclopedia e per le quali è stato implementato correttamente il template Bio. Pagina aggiornata al 18 ago 2025. |

- 1º maggio - Peter Mikkelsen, arbitro di calcio danese († 2019)
- 1º maggio - Roberto Morandi, ex terrorista italiano
- 1º maggio - Gabriella Romano, regista e scrittrice italiana
- 2 maggio - Amedeo Baldizzone, calciatore e allenatore di calcio italiano († 2020)
- 2 maggio - Stephen Daldry, regista britannico
- 2 maggio - Gjorge Ivanov, politico macedone
- 2 maggio - Camilo Kindelán, ex giocatore di calcio a 5 e ex calciatore cubano
- 2 maggio - Alejandro Lanari, ex calciatore argentino
- 2 maggio - Mike McFarlane, velocista britannico († 2023)
- 2 maggio - Gary Rees, ex rugbista a 15 e allenatore di rugby britannico
- 2 maggio - Enrico Todesco, ex calciatore italiano
- 2 maggio - Vivien Vee, cantante italiana
- 3 maggio - May Ayim, poetessa e attivista tedesca († 1996)
- 3 maggio - Włodzimierz Czarzasty, politico polacco
- 3 maggio - Jaron Lanier, informatico, compositore e saggista statunitense
- 3 maggio - David Llewellin, pilota di rally britannico
- 3 maggio - Pietro Marcazzan, politico italiano
- 3 maggio - Steffen Schleiermacher, pianista, compositore e direttore d'orchestra tedesco
- 3 maggio - Slep, chitarrista, compositore e produttore discografico italiano
- 3 maggio - Kathy Smallwood-Cook, ex velocista britannica
- 3 maggio - Amy Steel, attrice statunitense
- 4 maggio - Werner Faymann, politico austriaco
- 4 maggio - Ahmed Jassim, ex calciatore iracheno
- 4 maggio - Beata Kozidrak, cantante polacca
- 4 maggio - Thomas Rundqvist, ex hockeista su ghiaccio svedese
- 4 maggio - Kate Saunders, scrittrice e attrice britannica († 2023)
- 5 maggio - Kaye Gibbons, scrittrice statunitense
- 5 maggio - Knut Hagen, allenatore di calcio e ex calciatore norvegese
- 5 maggio - Samir Kassir, docente, giornalista e attivista libanese († 2005)
- 5 maggio - Shaker Mahmoud, ex calciatore iracheno
- 5 maggio - Nicola Provenza, politico e allenatore di calcio italiano
- 5 maggio - Jorge Quiroga Ramírez, politico boliviano
- 5 maggio - Kurt Sutter, sceneggiatore, produttore televisivo e regista statunitense
- 5 maggio - Douglas Wheelock, astronauta e militare statunitense
- 6 maggio - Ljudmila Andonova, ex altista bulgara
- 6 maggio - Iran Barkley, ex pugile statunitense
- 6 maggio - Giosuè Calaciura, giornalista e scrittore italiano
- 6 maggio - Gigi Camedda, musicista e cantante italiano
- 6 maggio - Patrick Cubaynes, ex calciatore francese
- 6 maggio - Roma Downey, attrice, produttrice cinematografica e scrittrice britannica
- 6 maggio - John Flansburgh, cantante e musicista statunitense
- 6 maggio - Kamran Ince, compositore statunitense
- 6 maggio - Martina Jäschke, tuffatrice tedesco orientale
- 6 maggio - Alberto Minoia, ex calciatore italiano
- 6 maggio - Francesco Monaco, allenatore di calcio e ex calciatore italiano
- 6 maggio - Anne Parillaud, attrice francese
- 6 maggio - Julianne Phillips, attrice e ex modella statunitense
- 6 maggio - Jean-Guy Talamoni, politico francese
- 7 maggio - Sabahudin Bilalović, cestista bosniaco († 2003)
- 7 maggio - Marco Cecilli, allenatore di calcio e ex calciatore italiano
- 7 maggio - Federico Fiumani, cantautore, chitarrista e scrittore italiano
- 7 maggio - Kathy Foster, ex cestista australiana
- 7 maggio - Almudena Grandes, scrittrice spagnola († 2021)
- 7 maggio - Eric Lobron, scacchista tedesco
- 7 maggio - Jack Radcliffe, attore pornografico statunitense
- 7 maggio - Mike Sanders, ex cestista e allenatore di pallacanestro statunitense
- 8 maggio - Patrizia Barbieri, politica italiana
- 8 maggio - Franco Baresi, ex calciatore italiano
- 8 maggio - Sergej Beljaev, tiratore a segno kazako († 2020)
- 8 maggio - Eric Brittingham, bassista statunitense
- 8 maggio - Roberto Caracciolo, artista italiano
- 8 maggio - Javier Chirinos, ex calciatore peruviano
- 8 maggio - Paul Harrington, musicista irlandese
- 8 maggio - Jan-Olov Kinnvall, ex calciatore svedese
- 8 maggio - Claudio Morandini, scrittore italiano
- 8 maggio - Vladimir Pištalo, scrittore serbo
- 8 maggio - Igor' Presnjakov, chitarrista russo
- 8 maggio - Maurizio Raggi, allenatore di calcio e ex calciatore italiano
- 8 maggio - Marina Sereni, politica italiana
- 8 maggio - Richard Wilson, ex calciatore inglese
- 9 maggio - Tony Gwynn, giocatore di baseball statunitense († 2014)
- 9 maggio - Ivan Ivanov, ex ciclista su strada russo
- 9 maggio - Gianni Maroccolo, bassista e produttore discografico italiano
- 9 maggio - Pierre-Henri Menthéour, ciclista su strada francese († 2014)
- 9 maggio - Danilo Nigrelli, attore italiano
- 9 maggio - Ion Sturza, politico moldavo
- 9 maggio - Jennifer Turrall, ex nuotatrice australiana
- 10 maggio - Luca Carra, giornalista e saggista italiano
- 10 maggio - John Curtis, politico statunitense
- 10 maggio - Murray Eaves, allenatore di hockey su ghiaccio e ex hockeista su ghiaccio canadese
- 10 maggio - Aldo Fantoni, ex maratoneta italiano
- 10 maggio - Richard Graham, attore britannico
- 10 maggio - Dean Heller, politico statunitense
- 10 maggio - Bono, cantautore, attivista e compositore irlandese
- 10 maggio - Bruno Madinier, attore francese
- 10 maggio - Angela Madsen, atleta paralimpica statunitense († 2020)
- 10 maggio - Abednigo Ngcobo, calciatore sudafricano († 2014)
- 10 maggio - Tore Nilsen, ex calciatore norvegese
- 10 maggio - Fortunatus Nwachukwu, arcivescovo cattolico e diplomatico nigeriano
- 10 maggio - Fortunato Ortombina, direttore artistico italiano
- 10 maggio - Merlene Ottey, ex velocista giamaicana
- 11 maggio - Jesper Asholt, attore danese
- 11 maggio - Mark Burgess, cantante, bassista e compositore inglese
- 11 maggio - Giusy Devinu, soprano italiano († 2007)
- 11 maggio - Vladimir Dolgov, nuotatore sovietico († 2022)
- 11 maggio - Sergio Ermotti, banchiere e manager svizzero
- 11 maggio - Valerio Jalongo, regista, sceneggiatore e produttore cinematografico italiano
- 11 maggio - Jürgen Schult, ex discobolo e allenatore di atletica leggera tedesco
- 11 maggio - Anja Zavadlav, ex sciatrice alpina slovena
- 11 maggio - Georgij Šengelija, regista russo
- 12 maggio - Luca Barilla, imprenditore italiano
- 12 maggio - Jorge Battaglia, ex calciatore paraguaiano
- 12 maggio - Gianfranco Botta, giornalista italiano († 2017)
- 12 maggio - Gianfranco Cerboni, criminale italiano
- 12 maggio - Michele Di Pace, ex velocista italiano
- 12 maggio - Simon Liberati, scrittore e giornalista francese
- 12 maggio - Lisa Martin, ex maratoneta australiana
- 12 maggio - Roman Jur'evič Moiseev, direttore d'orchestra russo
- 12 maggio - Rivo Rakotovao, politico malgascio
- 12 maggio - Moreno Trisorio, ex hockeista su ghiaccio italiano
- 13 maggio - Anna Bonel, doppiatrice italiana
- 13 maggio - Paul Brown, costumista e scenografo britannico († 2017)
- 13 maggio - Patrizia Caselli, attrice, conduttrice televisiva e showgirl italiana
- 13 maggio - Drissa Dié, ex cestista ivoriano
- 13 maggio - Maggie Mae, cantante tedesca († 2021)
- 13 maggio - Alberto Márcico, ex calciatore argentino
- 13 maggio - John McCurdy, ex tennista australiano
- 13 maggio - Park Jong-cheon, ex cestista sudcoreano
- 13 maggio - Eckhard Schmittdiel, scacchista tedesco
- 14 maggio - Floreal Edgardo Avellaneda, attivista argentino († 1976)
- 14 maggio - Carla Longeri, storica dell'arte italiana († 2007)
- 14 maggio - Alex Masi, chitarrista italiano
- 14 maggio - Hossein Salami, generale iraniano († 2025)
- 14 maggio - Simonetta Sommaruga, politica svizzera
- 14 maggio - Simon Thaur, musicista, produttore cinematografico e attore pornografico austriaco
- 14 maggio - Carmine Tripodi, carabiniere italiano († 1985)
- 14 maggio - György Udvardy, arcivescovo cattolico ungherese
- 14 maggio - Steve Williams, wrestler e giocatore di football americano statunitense († 2009)
- 14 maggio - Mohamed Zaoui, ex pugile algerino
- 15 maggio - Gerard William Battersby, vescovo cattolico statunitense
- 15 maggio - Rob S. Bowman, regista e produttore televisivo statunitense
- 15 maggio - Roberto Bressan, ex ciclista su strada italiano
- 15 maggio - Joey Browner, ex giocatore di football americano statunitense
- 15 maggio - Gary Chivers, ex calciatore inglese
- 15 maggio - Lim Kee Chong, ex arbitro di calcio mauriziano
- 15 maggio - Gheorghe Dogărescu, pallamanista rumeno († 2020)
- 15 maggio - Martin Eberhard, ingegnere e dirigente d'azienda statunitense
- 15 maggio - Julian Jarrold, regista britannico
- 15 maggio - Zofia Kiełpińska, ex biatleta polacca
- 15 maggio - Rimas Kurtinaitis, ex cestista, allenatore di pallacanestro e politico lituano
- 15 maggio - Maurizio Marsico, musicista, compositore e produttore discografico italiano
- 16 maggio - Francesca Archibugi, regista e sceneggiatrice italiana
- 16 maggio - Petre Becheru, ex sollevatore rumeno
- 16 maggio - Chester Brown, fumettista canadese
- 16 maggio - R.C. Buford, allenatore di pallacanestro e dirigente sportivo statunitense
- 16 maggio - Mikkjal Danielsen, ex calciatore faroese
- 16 maggio - Joe Dawson, ex cestista statunitense
- 16 maggio - Jelle Esveldt, ex cestista olandese
- 16 maggio - Fiorello, showman, comico e cabarettista italiano
- 16 maggio - Steve New, chitarrista inglese († 2010)
- 16 maggio - Nikollë Nikprelaj, cantante e musicista albanese
- 16 maggio - Bruce Norris, drammaturgo e attore statunitense
- 16 maggio - Rita Rusić, produttrice cinematografica e attrice jugoslava
- 16 maggio - Kari Uglem, ex fondista norvegese
- 17 maggio - Massimo Bernardi, allenatore di pallacanestro italiano
- 17 maggio - Marika Domanski-Lyfors, allenatrice di calcio e ex calciatrice svedese
- 17 maggio - Simon Fuller, produttore discografico e produttore televisivo britannico
- 17 maggio - Brad Leaf, ex cestista statunitense
- 17 maggio - Gianna Martorella, imitatrice e attrice italiana
- 17 maggio - Pedro Pasculli, allenatore di calcio e ex calciatore argentino
- 17 maggio - Enrico Stinchelli, conduttore radiofonico e regista teatrale italiano
- 17 maggio - Makoto Sugiyama, ex calciatore giapponese
- 18 maggio - Massimo Albiero, allenatore di calcio e ex calciatore italiano
- 18 maggio - Luís Henrique Dias, ex calciatore brasiliano
- 18 maggio - Raffaele Franceschi, ex nuotatore italiano
- 18 maggio - Dóris Giesse, giornalista, conduttrice televisiva e danzatrice brasiliana
- 18 maggio - Page Hamilton, cantante e chitarrista statunitense
- 18 maggio - Jari Kurri, ex hockeista su ghiaccio finlandese
- 18 maggio - Mimmo Mancini, attore italiano
- 18 maggio - Nevers Mumba, pastore protestante e politico zambiano
- 18 maggio - Yannick Noah, allenatore di tennis, ex tennista e cantante francese
- 18 maggio - Alessandro Rastello, ex maratoneta italiano
- 18 maggio - Juan Trinidad, ex cestista portoricano
- 18 maggio - Sean Yates, ex ciclista su strada britannico
- 19 maggio - Mark Ashton, attivista e politico britannico († 1987)
- 19 maggio - Rafael Durán, ex giocatore di calcio a 5 spagnolo
- 19 maggio - Daniel Glattauer, giornalista e scrittore austriaco
- 19 maggio - Alex Jacobowitz, musicista statunitense
- 19 maggio - Andreas Kipar, architetto del paesaggio e architetto tedesco
- 19 maggio - Giuseppe Marozzi, ex calciatore italiano
- 19 maggio - Barbara Masi, giocatrice di squash italiana
- 19 maggio - Giuseppe Tarantini, politico e medico italiano
- 19 maggio - Yazz, cantante britannica
- 20 maggio - John Billingsley, attore statunitense
- 20 maggio - Philippe Blain, ex pallavolista e allenatore di pallavolo francese
- 20 maggio - Carlo Bondavalli, esploratore, fotografo e canoista italiano
- 20 maggio - Tony Goldwyn, attore e regista statunitense
- 20 maggio - Deborah Jevans, ex tennista britannica
- 20 maggio - Ėdem Muradasilov, ex canoista sovietico
- 20 maggio - Jay Schellen, batterista statunitense
- 20 maggio - Steve Trumbo, ex cestista e allenatore di pallacanestro statunitense
- 21 maggio - Alena Chlopcava, ex canottiera sovietica
- 21 maggio - Jeffrey Dahmer, serial killer statunitense († 1994)
- 21 maggio - Jolanta Królikowska, ex schermitrice polacca
- 21 maggio - Walfrido Mola, ex schermidore cubano
- 21 maggio - John O'Brien, scrittore statunitense († 1994)
- 21 maggio - Vladimir Sal'nikov, ex nuotatore sovietico
- 22 maggio - Hideaki Anno, regista, animatore e sceneggiatore giapponese
- 22 maggio - Desi Barmore, ex cestista statunitense
- 22 maggio - Jeff Bryant, ex giocatore di football americano statunitense
- 22 maggio - Wiep van Bunge, storico della filosofia olandese
- 22 maggio - Tony Hunter, giocatore di football americano statunitense († 2024)
- 22 maggio - Karel Janssen, ex giocatore di calcio a 5 belga
- 22 maggio - Dave Rimington, ex giocatore di football americano statunitense
- 22 maggio - Guido Saibene, allenatore di pallacanestro italiano
- 23 maggio - Linden Ashby, attore statunitense
- 23 maggio - Roberto De Rigo, ex giocatore di curling italiano
- 23 maggio - Luca Fonnesu, filosofo italiano
- 23 maggio - Luca Marcora, politico italiano
- 23 maggio - Penny Ryan, ex giocatrice di curling canadese
- 23 maggio - Asen Zlatev, ex sollevatore bulgaro
- 23 maggio - Hussam bin Sa'ud Al Sa'ud, principe e imprenditore saudita
- 24 maggio - Guido Bagatta, giornalista, conduttore televisivo e conduttore radiofonico italiano
- 24 maggio - Stojan Balov, ex lottatore bulgaro
- 24 maggio - Pat Bonner, ex calciatore irlandese
- 24 maggio - Charlie Dent, politico statunitense
- 24 maggio - Guy Fletcher, polistrumentista, cantautore e compositore britannico
- 24 maggio - Roy Foster, ex giocatore di football americano statunitense
- 24 maggio - Heinz Grill, alpinista e scrittore tedesco
- 24 maggio - Doug Jones, attore e mimo statunitense
- 24 maggio - Jan Jönsson, allenatore di calcio e ex calciatore svedese
- 24 maggio - Jorginho Pinheiro, ex giocatore di calcio a 5 brasiliano
- 24 maggio - Vïtalïý Kafanov, allenatore di calcio e ex calciatore turkmeno
- 24 maggio - Paul McCreesh, direttore d'orchestra britannico
- 24 maggio - Raşit Meredow, politico e diplomatico turkmeno
- 24 maggio - Pete Metzelaars, ex giocatore di football americano statunitense
- 24 maggio - Hana Peklová, ex cestista cecoslovacca
- 24 maggio - Nahid Persson, regista iraniana
- 24 maggio - Brian Quinn, allenatore di calcio e ex calciatore statunitense
- 24 maggio - Kristin Scott Thomas, attrice, regista e sceneggiatrice britannica
- 25 maggio - Enrico Careri, musicologo e scrittore italiano
- 25 maggio - Sean Farrell, ex giocatore di football americano statunitense
- 25 maggio - Amy Klobuchar, politica statunitense
- 25 maggio - Steve Lovell, allenatore di calcio e ex calciatore gallese
- 25 maggio - Oh Yeon-kyo, calciatore sudcoreano († 2000)
- 25 maggio - Andrea Reiter, ex cestista tedesca
- 25 maggio - Wallace Roney, trombettista statunitense († 2020)
- 26 maggio - Evgenij Giner, imprenditore e dirigente sportivo russo
- 26 maggio - Eddie Hughes, ex cestista statunitense
- 26 maggio - Bill Hutchens, attore, regista e produttore cinematografico australiano
- 26 maggio - Doug Hutchison, attore statunitense
- 26 maggio - Dean Lukin, ex sollevatore australiano
- 26 maggio - Karim Saddam, ex calciatore iracheno
- 26 maggio - Romas Ubartas, ex discobolo lituano
- 27 maggio - Ray Armstead, ex velocista statunitense
- 27 maggio - Aleksandr Nikolaevič Bašlačëv, cantante, chitarrista e poeta sovietico († 1988)
- 27 maggio - Sharon Bolton, scrittrice britannica
- 27 maggio - Bryony Brind, danzatrice e attrice inglese († 2015)
- 27 maggio - Alex Thomas Kaliyanil, arcivescovo cattolico e missionario indiano
- 27 maggio - Emir Mutapčić, ex cestista e allenatore di pallacanestro bosniaco
- 27 maggio - Antonio Pennarella, attore italiano († 2018)
- 27 maggio - Valentina Peruzzo, ex cestista italiana
- 27 maggio - María Ascensión Romero, insegnante e missionario spagnolo
- 27 maggio - Umberto Scipione, compositore, pianista e direttore d'orchestra italiano
- 27 maggio - Aleksandr Sidorenko, nuotatore sovietico († 2022)
- 27 maggio - Gabriel Justice Yaw Anokye, arcivescovo cattolico ghanese
- 28 maggio - Isabelle Antena, cantautrice francese
- 28 maggio - Laura Bianconi, politica italiana
- 28 maggio - David Campbell Bannerman, politico britannico
- 28 maggio - Corine Mauch, politica svizzera
- 28 maggio - Takashi Mizunuma, ex calciatore giapponese
- 28 maggio - Claudio Ottoni, allenatore di calcio e ex calciatore italiano
- 28 maggio - Scott Rigell, politico statunitense
- 28 maggio - Jesús Rodríguez Magro, ciclista su strada e dirigente sportivo spagnolo († 2018)
- 28 maggio - Mark Sanford, politico statunitense
- 29 maggio - Alberto Acierno, politico italiano
- 29 maggio - Lorena Bertini, doppiatrice, dialoghista e direttrice del doppiaggio italiana
- 29 maggio - Håkan Ericson, allenatore di calcio e ex calciatore svedese
- 29 maggio - Thierry Frémaux, critico cinematografico francese
- 29 maggio - Einar Sæbø, calciatore norvegese († 2019)
- 29 maggio - Claudio Sanfilippo, cantautore e scrittore italiano
- 29 maggio - Bill Williams, autore di videogiochi e programmatore statunitense († 1998)
- 30 maggio - Micah Barnes, cantante, compositore e attore canadese
- 30 maggio - Chung Sung-kyo, ex calciatore sudcoreano
- 30 maggio - Stephen Duffy, chitarrista, paroliere e cantante inglese
- 30 maggio - Eugène Ekéké, ex calciatore camerunese
- 30 maggio - Giuseppe Galluzzo, allenatore di calcio e ex calciatore italiano
- 30 maggio - Skënder Hodja, ex calciatore albanese
- 30 maggio - James Robert McGowan, attore canadese
- 30 maggio - Marco Petrus, pittore italiano
- 31 maggio - Marco Albarello, fondista italiano
- 31 maggio - Chris Elliott, comico, attore e scrittore statunitense
- 31 maggio - Don Harvey, attore statunitense
- 31 maggio - Larry Heard, disc jockey e produttore discografico statunitense
- 31 maggio - Norm Johnson, ex giocatore di football americano statunitense
- 31 maggio - Protase Rugambwa, cardinale e arcivescovo cattolico tanzaniano
- 31 maggio - Peter Winterbottom, ex rugbista a 15 e dirigente d'azienda britannico
- 31 maggio - Monica Zachrisson, ex cestista svedese